# Estelle Desanges
Estelle Desanges (Bordeus, 8 de març de 1977) és una antiga actriu pornogràfica francesa.
Durant la dècada de 2000, va ser una de les actrius porno més populars de França.

## Primers anys
Estelle Desanges va néixer a Bordeus el 1977. Desanges va treballar com a cambrera en una discoteca i va assistir a l'escola d'infermeria. Va ser descoberta per Fred Coppula el 1999 quan va assistir a un esdeveniment d'Hot Vidéo. Va donar a Coppula fotografies que havia fet un client de la discoteca on treballava. Coppula va mostrar les fotos a la direcció de Blue One, una companyia de producció, i la van contractar.

## Carrera
Estelle Desanges va començar a treballar en pel·lícules per a adults l'any 1999, principalment en pel·lícules produïdes per Fred Coppula. Va rebre un Hot d'Or a la millor estrella francesa nova l'any 2000. L'any 2001, va començar a treballar amb VCV Communication. Aquell any va protagonitzar La Fille du batelier, dirigida per Patrice Cabanel i va guanyar el premi Hot d'Or a la millor actriu secundària europea. Aquell mateix any va aparèixer al talk show Tout le monde en parle. Durant la seva carrera, també va treballar amb els directors John B. Root, Brigitte Lahaie, Rocco Siffredi, i Walter Ego. Va deixar d'actuar el 2004 i va començar a treballar en màrqueting per a V. Communications, seguida de ser amfitriona a HNN, el lloc de notícies en línia de la revista Hot Vidéo. El 2006, va ser coautora d'un op-ed per Libération amb Brigitte Lahaie, Helena Karel, Ovidie i Loïc Luc exigint que la indústria del porno francesa deixi de produir vídeos que mostren sexe sense protecció. Va rebre un premi honorífic Hot d'Or el 2009. Actualment fa aparicions ocasionals a pel·lícules de pornografia softcore, incloses obres d'Ovidie.

## Filmografia selecta

### Pornogràfiques
- 2000 : L'Emmerdeuse, de Fred Coppula (Blue One)
- 2000 : Multi sex de Fred Coppula (Blue One)
- 2000 : Max, portrait d'un serial-niqueur, de Fred Coppula (Blue One)
- 2000 : Rocco Meats an American Angel in Paris, de Rocco Siffredi (Evil Angel)
- 2001 : Max 2 de Fred Coppula (Blue One)
- 2001 : Ma sexualité de A a X de Brigitte Lahaie (Blue One)
- 2001 : La Collectionneuse, de Fred Coppula (Blue One)
- 2001 : La Fille du batelier de Patrice Cabanel (Colmax / VCV Communication)
- 2001 : Objectif star du X de David Caroll (Horus)
- 2001 : World Wide Sex 4 (New Sensations)
- 2001 : Projet X de Fred Coppula (Blue One)
- 2001 : Les Actrices 2 de Patrice Cabanel (Blue One)
- 2001 : Les Dessous de Clara Morgane de Fred Coppula (Blue One)
- 2002 : Paris Derrière de Walter Ego (Marc Dorcel)
- 2002 : Hot Fréquence de Walter Ego (Marc Dorcel)
- 2002 : La Candidate de Fred Coppula (Blue One)
- 2002 : Explicite de John B. Root (JBR Média)
- 2002 : Le Journal de Pauline de Fred Coppula (Blue One)
- 2004 : La Totale, de Fred Coppula (Studio X) (caméo, paper no sexual)
- 2007 : Les Concubines d'Ovidie (V.Communications) (paper no sexual)
- 2007 : La Pervertie, de Pascal Saint James i Bamboo (V.Communications)

### Eròtiques
- 2001 : Dangereux Désirs
- 2001 : Drôles de jeux
- 2002 : Il y a des jours comme ça
- 2002 : Marie ou la fascination charnelle
- 2003 : Perverse Léa
- 2003 : Les Tropiques de l'amour
- 2003 : Le Cirque
- 2004 : Une passion obsédante
- 2004 : Cours particuliers
- 2004 : Inavouables Désirs
- 2005 : Kama-sutra. Les secrets de l'art amoureux
- 2005 : Clara la libertine
- 2006 : Adorable Girls 3

### Convencionals
- 2001 : Mortel Transfert, de Jean-Jacques Beineix
- 2010 : Du hard ou du cochon ! (un episodi)

## Discografia
- French Kiss – La Sélection érotique d'Estelle Desanges – CD audio – Podis.
- French Kiss Volume 2 – La Sélection Glamour d'Estelle Desanges – CD audio – Podis.
- Sex Machine – N-Gels featuring Estelle Desanges – CD audio